# 亞洲技能競賽
亞洲技能競賽（英語：WorldSkills Asia Competition）是國際技能組織亞洲分會（WorldSkills Asia）舉辦的技能競賽，透過競技活動達到技術交流及合作目標，提升亞洲各國地區技能人員的專業水準。

## 發展歷史
亞洲技能競賽源於國際技能組織（WorldSkills International, WSI）的理念，旨在建立亞洲地區的技能交流平台。2018年，國際技能組織亞洲分會首次在阿布扎比召開會員大會，宣布2018年11月24日至2018年11月28日將舉辦首屆亞洲技能競賽。WSA由亞洲地區的技能推廣機構組成，目前成員國有28個國家與地區。

## 競賽特色
亞洲技能競賽涵蓋多個技術領域，包括製造工程技術、資訊與通訊技術、營建技術、運輸與物流、藝術與時尚、社會與個人服務等，競賽參賽者通常年齡小於22歲。

## 職類清單(含職類名稱與編號)[6]

### 製造工程技術
1. 機電整合(04)
2. CAD機械設計製圖(05)
3. CNC車床(06)
4. CNC銑床(07)
5. 銲接(10)
6. 電子(16)
7. 工業控制(19)
8. 自主移動機器人(23)
9. 模具(43)
10. 外觀模型創作(45)
11. 工業設計技術(59)
12. 機器人系統整合(63)

### 營建技術
1. 建築舖面(12)
2. 電氣裝配(18)
3. 砌磚(20)
4. 粉刷技術與乾牆系統(21)
5. 漆作裝潢(22)
6. 家具木工(24)
7. 門窗木工(25)
8. 冷凍空調(38)
9. 數位建設BIM(58)

### 資訊與通訊技術
1. 資訊網路布建(02)
2. 行動應用開發(08)
3. 商務軟體設計(09)
4. 網頁技術(17)
5. 資訊與網路技術(39)
6. 雲端運算(53)
7. 網路安全(54)

### 運輸與物流
1. 汽車板金(13)
2. 汽車技術(33)
3. 汽車噴漆(36)

### 社會與個人服務
1. 美髮(29)
2. 美容(30)
3. 西餐烹飪(34)
4. 餐飲服務(35)
5. 健康照顧(41)

### 藝術與時尚
1. 花藝(28)
2. 服裝創作(31)
3. 平面設計技術(40)
4. 3D數位遊戲藝術(50)

### 青少年組
1. 電子(J16)
2. 網頁技術(J17)
3. 電器裝配(J18)
4. 漆作裝潢(J22)
5. 自主移動機器人(J23)
6. 餐飲服務(J35)
7. 平面設計技術(J40)

## 歷屆賽事
下方表格為歷屆亞洲技能競賽，參考自國際技能組織亞洲分會官方網站。
| 屆數 | 時間             | 主辦城市 | 主辦成員 | 參賽項目數 | 官方網站                                             |
| ---- | ---------------- | -------- | -------- | ---------- | ---------------------------------------------------- |
| 1    | 2018/11/27-11/29 | 阿布達比 | 阿联酋   | 17         |                                                      |
| 2    | 2023/11/27-11/29 | 阿布達比 | 阿联酋   | 28         | WorldSkills Asia AbuDhabi2023 （页面存档备份，存于） |
| 3    | 2025/11/27-11/29 | 臺北     | 中華民國 | 36         | WorldSkills Asia Taipei2025                          |

## 會員列表
下方表格為國際技能組織亞洲分會成員，目前共有28個會員國。
| 簡稱 | 成員名稱                                     |
| ---- | -------------------------------------------- |
| AE   | 阿拉伯聯合大公國（United Arab Emirates）     |
| AM   | 亚美尼亚（Armenia）                          |
| AZ   | 亞塞拜然（Azerbaijan）                       |
| BD   | 孟加拉国（Bangladesh）                       |
| BH   | 巴林（Kingdom of Bahrain）                   |
| BT   | 不丹（Bhutan）                               |
| BN   | 汶萊（Brunei Darussalam）                    |
| ID   | 印尼（Indonesia）                            |
| IR   | 伊朗（Iran）                                 |
| JO   | 約旦（Jordan）                               |
| JP   | 日本（Japan）                                |
| KG   | 吉爾吉斯（Kyrgyzstan）                       |
| KR   | 韓國（Korea）                                |
| KW   | 科威特（Kuwait）                             |
| LK   | 斯里兰卡（Sri Lanka）                        |
| MN   | 蒙古（Mongolia）                             |
| MY   | 馬來西亞（Malaysia）                         |
| MV   | 馬爾地夫（Republic of Maldives）             |
| OM   | 阿曼（Oman）                                 |
| PG   | 巴布亞紐幾內亞（Papua New Guinea）           |
| PH   | 菲律賓（Philippines）                        |
| PS   | 巴勒斯坦（Palestine）                        |
| SA   | 沙烏地阿拉伯（Saudi Arabia）                 |
| TH   | 泰國（Thailand）                             |
| TL   | 東帝汶（Democratic Republic of Timor-Leste） |
| TW   | 中華台北 （Chinese Taipei）                  |
| UZ   | 乌兹别克斯坦（Uzbekistan）                   |
| YE   | 也門（Republic of Yemen）                    |